# Перехрестя (фільм, 2002)
«Перехрестя» (англ. «Crossroads») — американський молодіжний фільм 2002 року, режисер Темра Девіс. Головну роль грає попзірка Брітні Спірс. За словами Спірс під назвою фільму «Перехрестя» йдеться про перехід до найкращих моментів життя, для того, щоб спробувати виконати свої бажання. За версією журналу Entertainment Weekly фільм «Перехрестя» став найкращим молодіжним фільмом в історії.
- Світова прем'єра: 15 лютого 2002
- Дата прем'єри: 11 лютого 2002

## Сюжет
Це історія про трьох подружок Люсі, Кіт і Мімі. У 10 років дівчата закопали в яму коробку з бажаннями. Кіт загадала бути нареченою, Люсі загадала зустрітися зі своєю мамою і Мімі загадала виїхати жити ближче до океану. Але одного разу вони поїхали в Лос-Анджелес на пісенний конкурс, де і спробували здійснити свої мрії.

## У ролях
| Актор             | Роль                 |
| ----------------- | -------------------- |
| Брітні Спірс      | Люсі                 |
| Терін Меннінг     | Мімі                 |
| Зої Салдана       | Кіт                  |
| Енсон Маунт       | Бен                  |
| Ден Ейкройд       | батько Люсі          |
| Кім Кетролл       | мати Люсі            |
| Беверлі Джонсон   | мати Кіт             |
| Річард Волл       | Ділан                |
| Джеймі Лінн Спірс | Люсі у віці 10 років |
| Крістл Мілтон     | Мімі у віці 10 років |
| Деджін Колон      | Кіт у віці 10 років  |
| Джастін Лонг      | Генрі                |

## Факти про зйомки
- Коли прийшов час першого поцілунку, партнер Брітні перед цим з'їв зубчик часнику, чим дуже збентежив Бріт, однак коли вона зрозуміла, що над нею просто пожартували, вона довго сміялася.
- Під час зйомок у Луїзіані, в Кентвуді більша частина міста вийшла, щоб хоча б одним оком побачити Брітні Спірс.
- Під час зйомок Брітні вкусила оса і вона ледве не задихнулася. Довелося викликати лікаря, який їй допоміг.

## Нагороди
- Брітні Спірс отримала «золоту малину» в номінації «найгірша актриса року».